# Авиловка (Донецкая область)
Авиловка (укр. Авіловка) — село на Украине, находится в составе Енакиевского горсовета Донецкой области. Находится под контролем самопровозглашённой Донецкой Народной Республики.

## География
Село расположено на реке под названием Булавин.

#### Соседние населённые пункты по странам света
СВ, В: город Енакиево (выше по течению Булавина)
С: Старопетровское, Карло-Марксово
СЗ: —
З: Шапошниково, Щебёнка (ниже по течению Булавина), Корсунь
ЮЗ: Новосёловка Новомарьевка, Верхняя Крынка (Макеевский горсовет), Верхняя Крынка (Енакиевский горсовет)
Ю: Новомосковское
ЮВ: Розовка

## Население
Население по переписи 2001 года составляет 49 человек.

## Общая информация
Почтовый индекс — 86402. Телефонный код — 6252.

## Адрес местного совета
86400, Донецкая область, г. Енакиево, пл.Ленина, 7, тел. 2-21-03